# Ivan II. Ernušt
Ivan II. Ernušt Čakovečki (lat. Johannes Ernusth, mađ. Ernust János)  (? — ? 1531.), ugarski i hrvatski velikaš židovskog podrijetla, hrvatski ban (1508. – 1509.), zajedno s Jurjem Kaniškim.

## Životopis
Bio je sin Ivana I., bana cijele Slavonije. Proširio je obiteljske posjede na kaštele Đurđevac, Prodavić (danas Virje) i Koprivnicu, a dobio je i potvrdu prava na posjede u Međimurju. Uživao je, kao i njegov otac, naklonost kralja Matije Korvina (1458. – 1490.) te Vladislava II. (1490. – 1516.) kojima je osiguravao potrebna novčana sredstva.
Godine 1493. Ivan II. je postao vrhovni meštar kraljevskih konjušnika (agazonum regis magister), a 1508. godine kralj Vladislav II. imenovao ga je, zajedno s Jurjem Kaniškim, za hrvatskog bana i senjskog kapetana. Dotadašnji banovi Marko Mišljenović i Andrija Bot od Bajne nisu se htjeli odreći banske časti, tako da je njegova vlast ostala ograničena na Slavoniju, zbog čega je u Hrvatskoj nastupilo bezvlađe.
U dinastičkim borbama, nakon Mohačke bitke 1526. godine, bio je na strani Ivana Zapolje. Dana 5. studenog 1527. godine položio je zakletvu Ferdinandu I. kao kralju, da bi se potom odmetnuo i opet podržao Zapolju. Kasnije se ponovno pridružio Ferdinandu, zbog čega mu je poharao posjede zagrebački biskup Šimun Erdődy, pristaša Ivana Zapolje.